# Guinea (Álava)
Guinea (Ginea en euskera) es un concejo del municipio de Valdegovía, en la provincia de Álava, País Vasco (España).

## Localización
El concejo está situado en la parte occidental de la provincia, 32 km al oeste de Vitoria y 24 km al norte de Miranda de Ebro.

## Geografía
El concejo está enclavado en la falda de un monte, en plena sierra de Arcamo y a más de 700 m de altura.

## Historia
Hasta 1927 perteneció al municipio de Lacozmonte.
En noviembre de 2024 se disolvió el concejo.

## Demografía
| Gráfica de evolución demográfica de Guinea entre 2000 y 2017 |
|                                                              |
| Población de derecho según los censos de población del INE.  |

## Monumentos
La iglesia parroquial de San Martín es el edificio más significativo del pueblo, pero no tiene un gran valor artístico.